# Deroplia elongata
Deroplia elongata är en skalbaggsart som först beskrevs av Stefan von Breuning 1939.  Deroplia elongata ingår i släktet Deroplia och familjen långhorningar.
Artens utbredningsområde är Kenya. Inga underarter finns listade i Catalogue of Life.